# Albert-René Biotteau
Albert René Biotteau, né le 24 mars 1898 à Angers en Maine-et-Loire, décédé le 31 mars 1985 à Saint-Pierre-Montlimart en Maine-et-Loire, est un industriel fondateur de la marque de chaussures ÉRAM.

## Biographie
Albert René Biotteau, né le 24 mars 1898 à Angers d'un grand-père artisan bottier, d'un père et d'un oncle industriel dans les chaussures et bottes, commence comme apprenti-cordonnier en 1911. Il est le cousin germain du vigneron angevin Eusèbe Biotteau (1898-1990 †), propriétaire du Château d'Avrillé (Saint-Jean-des-Mauvrets).
En 1922, il se marie à Marie-Joseph Guéry (1900-1979) à Saint-Pierre-Montlimart près de Cholet puis fonde avec cette dernière les Établissements Biotteau-Guéry à Saint-Pierre-Montlimart en 1927. L'établissement change de nom en 1932 pour s'appeler ÉRAM, anagramme formé des deux premières lettres, inversées des prénoms du couple « ER » pour René et « AM » pour Marie.
Albert-René Biotteau possède peu de capitaux qu'il opte pour la fabrication de sandalettes, avec son épouse et un unique ouvrier mais sa maîtrise du métier et son goût d’entreprendre lui permettent de s’imposer. Dans les années 1930, alors que cinq fabriques de chaussures sont installées à Saint-Pierre-Montlimart, il distance ses concurrents en produisant 600 paires par jour.
En 1935, après avoir fait l’acquisition d'usines locales, il possède trois unités de fabrication - deux à Saint-Pierre-Montlimart et une à Chalonnes-sur-Loire - desquelles 450 ouvriers fabriquent 2 500 paires de chaussures par jour. ÉRAM devient le premier fabricant de chaussures de la région choletaise.
Le déclenchement de la Seconde Guerre mondiale en 1939 et les restrictions sur les matières premières contraignent l'usine à tourner au ralenti. En 1940 son fils Gérard Biotteau rejoint l’entreprise familiale et deux ans plus tard en 1942 ils décident de vendre leurs stocks de cuir et de peausseries, ils en dégagent 5 millions de francs ce qui leur permet d'ouvrir un premier magasin de détail ÉRAM à Levallois-Perret, dans la région parisienne, puis à Clamart, Orléans, Saint-Étienne, etc. puis jusqu'à douze magasins à la fin de la Guerre. À tel point que Gérard Biotteau le dit sans détour : « La guerre a failli causer la ruine d’ÉRAM ». La production annuelle de l’entreprise de l’immédiat après-guerre représente seulement 38 % de celle de 1938.
En 1947, Gérard Biotteau de mène un voyage aux États-Unis et au Canada, là-bas qu’il découvre la rationalisation de la production industrielle américaine, forgée grâce à des machines plus modernes. De quoi l'inspirer, tout comme l’exemple du Tchécoslovaque Tomas Bata, fondateur des chaussures Bata, lui-même adepte des méthodes d’organisation américaines héritées du fordisme, avait déjà fortement impressionné son père Albert-René. « Bata se rend dans un pays. Il y construit une usine de chaussures puis une chaîne de magasins pour commercialiser directement sa production, marquant ainsi le passage de l’artisanat à l’industrie. Dans les années 1930, Tomas Bata s’installe en Moselle, à Moussey. Quand il arrive, cela émeut vivement les politiques de la IIIe République qui voient déjà la France envahie par la production étrangère. Ils contrent cette « menace » en votant la loi Le Poullen en mars 1936. En quelques articles, celle-ci stipule que l’agrément du ministre de l’Industrie doit être obtenu avant l’implantation de tout magasin de chaussures ! À l’époque, seul Paul Reynaud adopta une attitude libérale dans cette affaire. Les
autres députés prônèrent cette vraie loi anti Bata » reprend Xavier Biotteau, le petit-fils d'Albert René devenu président du Groupe Éram.
Un brevet d’invention est déposé en 1955 en effet un procédé mis au point par un ingénieur d'ÉRAM Paul Guéry, dénommé Plastifor, permet en une seule opération, d’obtenir une semelle plastique et de la solidariser avec la tige de la chaussure grâce à l’injection directe du plastique dans un moule. Grâce à ce procédé, ÉRAM met quatre fois moins de temps qu’auparavant à assembler ses chaussures : l’avancée est décisive vis-à-vis de la concurrence. Cependant, la mise au point est délicate car les premières semelles sont tellement molles que le doigt passe au travers lorsqu’on appuie dessus. L’ingénieur Paul Guéry et le technicien Marcel Béranger conçoivent alors un mélange pour renforcer les semelles. Ils y réussissent si bien qu’elles deviennent très résistantes. Le succès de ce nouveau système mène à ouverture de nouvelles usines, entre les années 1950 et le début des années 1970 une dizaine d'ateliers et usines sont créés en Maine-et-Loire. Par conséquent ÉRAM emploie un peu plus de 1 000 salariés en 1960 puis plus de 3 000 en 1969.
Pour ne pas être dépendant des distributeurs, ÉRAM cherche à plus contrôler la distribution de ses chaussures, c'est le début de l’exportation, en 1958 deux filiales sont ouvertes à l'international l’une à Mouscron en Belgique et l’autre à Sarrebruck en Allemagne. Trois ans plus tard, en 1961, le premier magasin ÉRAM ouvre en Belgique puis le premier magasin de détail pour l'Allemagne en 1969. Le chiffre d'affaires double tous les quatre ans.
En 1970, Albert-René Biotteau cède la présidence du groupe Éram à son fils Gérard Biotteau.

## Mandats électifs
1935-1965 (cinq mandats successifs) : maire de Saint-Pierre-Montlimart